# Pyladés
Pyladés (řecky Πυλάδης, latinsky Pylades) je v řecké mytologii syn fóckého krále Strofia a jeho manželky Astyochey (zvané též Anaxibia).
Byl vychováván společně se svým přítelem Orestem, který po zavraždění svého otce Agamemnona, mykénského krále, našel útočiště u krále Strofia. Z obou hochů se stali velcí přátelé na celý život.
Orestés dospěl a měl promyšlenou pomstu vrahům svého otce. Pyladés ho doprovodil do Mykén, kde Orestés zabil zločinného Aigistha i svou matku Klytaimnéstru, která zradila manžela a jeho vraždu zosnovala se svým milencem. Orestés se stal novým mykénským králem, jeho lid považoval pomstu a vraždu za pochopitelnou.
Oresta však pronásledovaly za hrůzný čin Erínye, bohyně pomsty. Pro své očištění musel podle výkladu věštkyně podniknout dlouhou cestu do daleké Tauridy a tam se kát u oltáře bohyně Artemidy. Pyladés podnikl výpravu s ním. Oba však byli hned zajati a jeden z nich měl být obětován. Pyladés okamžitě nabídl svůj život za život přítelův. V posledním okamžiku je však oba zachránila kněžka Ífigeneia, jak se brzy ukázalo, byla to nejstarší Orestova sestra, kterou kdysi dávno unesla bohyně Artemis, uchránivši ji před obětováním pro zdar výpravy jejich otce Agamemnona do války proti Tróji.
Když se vše vysvětlilo, Ífigeneia lstí zajistila propuštění obou mladíků a spolu s nimi se vrátila do vlasti. Orestés znovu získal mykénský trůn a Pyladés se oženil s jeho sestrou Élektrou.
Pyladés se stal symbolem obětavého přátelství.

## Odraz v umění
Postava věrného přítele Pylada se vyskytuje všude tam, kde jsou zpracovány Orestovy osudy.
- Aischylova tragédie Oresteia (z r. 458 př. n. l.)
- Sofoklova a Eurípidova Élektra, Eurípidova Ífigenie na Tauridě a Orestés (z roku 408 př. n. l.)
- pozoruhodné je římské sousoší Orestés a Pyladés (5. stol. př. n. l., v pařížském Louvru).